# Medaglia commemorativa di campagna
La medaglia commemorativa di campagna è un premio statale del Mali.

## Storia
La medaglia è stata istituita il 25 settembre 1974 per premiare il servizio in guerra.

## Insegne
- Il  nastro è azzurro con bordi verdi, gialli e rossi.